# Дропла (област Бургас)
 За другото българско село вижте Дропла (Област Добрич).  
Дро̀пла е село в Югоизточна България, община Руен, област Бургас.

## География
Село Дропла е застроено по долинните склонове на две от най-западните възвишения на Камчийска планина, на около километър източно от река Луда Камчия, 3,5 km северно от село Дъскотна и 3,5 km югозападно от село Билка. От минаващия през Дъскотна и Билка третокласен републикански път III-208 се отклонява общински път за село Дропла. На около километър югозападно от селото се намира спирка Дропла на железопътната линия Варна – Карнобат. В непосредствена близост до спирката се намира хижа „Луда Камчия“.
Надморската височина при сградата на кметството е около 192 m. Възвишението на север от селото достига надморска височина около 350 m, а това от юг – около 250 m.
Населението на село Дропла наброява 244 души към 1934 г. и след максимума 372 към 1985 г. намалява до 252 (по текуща демографска статистика за населението) към 2018 г.
При преброяването на населението към 1 февруари 2011 г., от обща численост 262 лица, за 262 лица е посочена принадлежност към „турска“ етническа група.

## История
След края на Руско-турската война 1877 – 1878 г., по Берлинския договор селото остава на територията на Източна Румелия. След Съединението, от 1885 г. то се намира в България с името То̀йкьой (на турски: Toyköy). Преименувано е на Дропля през 1934 г.; името е осъвременено на Дропла през 1959 г.

## Население

### Етнически състав
Преброяване на населението през 2011 г.
Численост и дял на етническите групи според преброяването на населението през 2011 г.:
|                     | Численост |
| Общо                | 262       |
| Българи             | -         |
| Турци               | 262       |
| Цигани              | -         |
| Други               | -         |
| Не се самоопределят | -         |
| Неотговорили        | -         |

## Религии
В село Дропла се изповядва ислям.

## Обществени институции
Село Дропла към 2000 г. е център на кметство Дропла.
В селото има постоянно действаща джамия.

## Културни и природни забележителности
- Герме кая
- Лудокамчийски пролом